# Beatrice Mancini
Beatrice Mancini, pseudonimo di Bice Mancinotti (Roma, 7 novembre 1917 – Roma, 1º marzo 1987), è stata un'attrice italiana.

## Biografia
Nata a Roma nel 1917, sin da giovane si sente attratta dal mondo del cinema, dopo alcuni provini, viene scelta dalla produzione Juventus Film, per interpretare la parte della protagonista nel film Cantico della terra del 1935, diretto da Salvatore Ramponi.
Nel 1937 entra come allieva all'Accademia nazionale d'arte drammatica, diretta da Silvio D'Amico, contemporaneamente lavora ad altre pellicole diretta da Raffaello Matarazzo e Goffredo Alessandrini.
Nel 1940 lavora nella Compagnia dei diplomati dell'Accademia, per una serie di tournée in varie città italiane, con la regia degli spettacoli affidata a Orazio Costa e Alessandro Brissoni.
Nel dopoguerra entra nella Compagnia di Umberto Melnati, lavora ancora in alcuni film per lasciare il mondo dello spettacolo nei primi anni sessanta. Bice era cugina del pittore Bruno Mancinotti, della scrittrice Susanna Mancinotti, della poetessa Marisa Mancinotti e prozia del poeta e saggista Luca Mancinotti.

## Filmografia

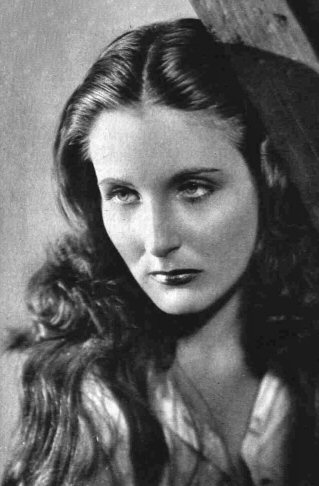
Beatrice Mancini in una foto di scena di Caravaggio, il pittore maledetto (1941)

- Cantico della terra, regia di Salvatore F. Ramponi (1935)
- L'anonima Roylott, regia di Raffaello Matarazzo (1936)
- Luciano Serra pilota, regia di Goffredo Alessandrini (1938)
- Ricchezza senza domani, regia di Ferdinando Maria Poggioli (1939)
- Scarpe grosse, regia di Dino Falconi (1940)
- L'uomo del romanzo, regia di Mario Bonnard (1940)
- Caravaggio, il pittore maledetto, regia di Goffredo Alessandrini (1941)
- Nozze di sangue, regia di Goffredo Alessandrini (1941)
- Una notte dopo l'opera, regia di Nicola Manzari (1942)
- L'angelo bianco, regia di Giulio Antamoro, Federico Sinibaldi ed Ettore Giannini (1943)
- il treno crociato, regia di Carlo Campogalliani (1943)
- Rita da Cascia, regia di Antonio Leonviola (1943)
- Vietato ai minorenni, regia di Mario Massa e Domenico Gambino (1944)
- Cento piccole mamme, regia di Giulio Morelli (1952)
- Delitto al luna park, regia di Renato Polselli (1952)
- Imbarco a mezzanotte, regia di Andrea Forzano (1952)
- Divisione Folgore, regia di Duilio Coletti (1954)
- Bella non piangere, regia di David Carbonari (1955)
- Un po' di cielo, regia di Giorgio Moser (1955)
- Amore e guai, regia di Angelo Dorigo (1958)
- Quei pochi giorni d'estate, regia di Lorenzo Artale (1965)

### Doppiatrici
- Rosetta Calavetta in Nozze di sangue, Rita da Cascia
- Lydia Simoneschi in L'angelo bianco
- Renata Marini in Bella non piangere